# شانسل امبمبا
شانسل امبمبا (انگلیسی: Chancel Mbemba؛ زادهٔ ۸ اوت ۱۹۹۴) بازیکن فوتبال اهل جمهوری دموکراتیک کنگو است.
از باشگاه‌هایی که در آن بازی کرده‌است می‌توان به باشگاه فوتبال نیوکاسل یونایتد و باشگاه فوتبال اندرلشت و باشگاه فوتبال المپیک مارسی اشاره کرد. وی همچنین در تیم ملی فوتبال جمهوری کنگو بازی کرده‌است.